# Columbina picui
Columbina picui là một loài chim trong họ Columbidae.